# Croton sapiifolius
Espèce
Croton sapiifolius est une espèce de plantes à fleurs du genre Croton et de la famille des Euphorbiaceae, présente au Brésil (Bahia, Minas Gerais).
Il a pour synonyme :
- Oxydectes sapiifolia, (Müll.Arg.) Kuntze